# Рогатинський повіт
Рогатинський повіт — історична адміністративна одиниця на українських землях, що входила до складу Австро-Угорщини, Західно-Української Народної республіки, УНР, Польщі, УРСР і Третього Рейху. Адміністративним центром повіту було місто Рогатин.

## ЗУНР
Повітовим комісаром був адвокат д-р Михайло Воробець, його змінив Євстахій Миронович. Делегатом до УНРади був обраний Іван Сенчина (УРП).
Повіт входив до Тернопільської військової області ЗУНР.

## За часів II Речі Посполитої (1918—1939)
Включений до складу Станиславівського воєводства Республіки Польща, з утворенням воєводства 23 грудня 1920 року на землях анексованої ЗУНР. До складу повіту входило 169 поселень (з них 3 міста, 99 сільських гмін, 67 фільварків) зі 21763 житловими будинками. Українське населення бойкотувало польський перепис 1921 року. Для придушення опору в повіт введено батальйон піхоти й ескадрон кавалерії, арештовано актив, серед них — 9 священиків. Загальна чисельність населення повіту складала 109534 осіб (за даними перепису населення 1921 року), з них 79127 — греко-католики, 21827 — римо-католики, 8420 — юдеї, 96 — інших визнань. Українці гуртувались у товариства «Просвіта», «Сільський господар», «Січ», «Каменярі».

### Зміни адміністративного поділу

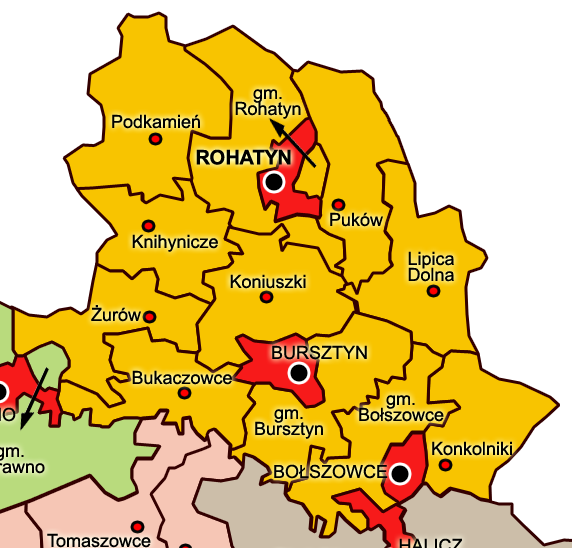
Рогатинський повіт

1 січня 1923 року розпорядженням Ради Міністрів з розпарцельованого (розділеного) фільварку в Журові утворено нову самостійну адміністративну гміну Луковець Журівський.
1 жовтня 1931 року сільська гміна (самоврядна громада) Слобода Букачівська Рогатинського повіту ліквідована і її територію приєднано до сільської гміни Букачівці того ж повіту.
1 липня 1934 року частина забудови і земель села Залужжя загальною площею 244,6242 га передана до складу міста Рогатин.
У відповідності до розпорядження міністра внутрішніх справ Польщі від 21 липня 1934 року «Про поділ повіту Рогатинського у Станиславівському воєводстві на сільські гміни», 1 серпня 1934 року в Рогатинському повіті були утворені об'єднані сільські ґміни з дотогочасних сільських ґмін.

#### Міста (Міські ґміни)
- містечко Більшівці — місто з 1934 року.
- містечко Бурштин — місто з 1934 року.
- місто Рогатин.

#### Сільські ґміни
Кількість
- 1920—1923 рр. — 98;
- 1923—1931 рр. — 99;
- 1931—1934 рр. — 98;
- 1934—1939 рр. — 11.

| Об'єднані сільські ґміни 1934 року | Об'єднані сільські ґміни 1934 року | Старі сільські ґміни | Кількість |
| ---------------------------------- | ---------------------------------- | --- | --------- |
| 1                                  | Ґміна Болшовце                     | Бовшів (частина), Ганівці, Гербуртів, Демешківці, Желибори, Кінашів, Німшин (частина), Поплавники, Скоморохи Нові, Слобідка Більшівецька                                                                                              | 10        |
| 2                                  | Ґміна Букачовце                    | Букачівці, Журавєнко, Каролівка, Козарі, Мартинів Новий (частина), Посвірж, Тенетникі, Чагрів (частина), Черніїв | 9         |
| 3                                  | Ґміна Бурштин                      | Бовшів (частина), Демянів, Коростовичі, Куропатники, Людвиківка, Мартинів Новий (частина), Мартинів Старий, Німшин (частина), Озеряни, Різдвяни, Нижні Сарники, Середні Сарники, Стасьова Воля                                        | 10        |
| 4                                  | Ґміна Журув                        | Вишнів, Грегорув, Журув, Колоколин, Луковець Вишнівськіий, Луковьєц Журовскі (з 01.01.1923), Подміхаловце | 7         |
| 5                                  | Ґміна Кнігиніче                    | Бабухув (Бабухів) (частина), Васючин, Заґуже Кнігиніцкє (Загір'я), Залуже (Залужжя) (частина), Кнігиніче (Княгиничі), Оскжесіньце (Воскресинці), Помонєнта (Помонята), Псари (частина), Явче (частина)                                | 9         |
| 6                                  | Ґміна Конкольнікі                  | Библо, Дитятин, Заґуже Конколницкє (Загір'я-Кукільницьке), Конкольнікі (Кукільники), Подшумляньце (Підшумлянці), Скоморохи Старе (Старі Скоморохи), Слобода Конкольніцка (Слобода Кукільницька), Хохонюв (Хохонів), Яблонув (Яблунів) | 9         |
| 7                                  | Ґміна Конюшкі                      | Бабухув (Бабухів) (частина), Конюшкі, Куніче (Куничі), Лучиньце (Лучинці), Насташчин, Обельніца, Чагрув (Чагрів) (частина), Юнашкув (Юнашків), Явче (частина)                                                                         | 6         |
| 8                                  | Ґміна Ліпіца Дольна                | Гоноратувка (Гоноратівка), Ліпіца Дольна (Нижня Липиця), Ліпіца Ґурна (Верхня Липиця), Лопушна, Сарнкі Ґурне (Сарники), Сьвістельнікі (Світанок)                                                                                      | 6         |
| 9                                  | Ґміна Подкамєнь                    | Бєньковце (Беньківці), Виспа, Дегова, Дзічкі (Дички), Доліняни, Заланув (Заланів), Любша, Мелна, Подбуже (Підбір'я), Подкамєнь (Підкамінь), Псари (частина), Фраґа, Яглуш                                                             | 12        |
| 10                                 | Ґміна Пукув                        | Данільче, Добринюв (Добринів), Золчув (Жовчів), Пукув (Пуків), Стратин, Уязд (Уїзд), Чесьнікі (Чесники) | 7         |
| 11                                 | Ґміна Рогатин                      | Вєжболовце (Вербилівці), Заліпіє (Залип'я), Залуже (Залужжя), Клєшчувна (Кліщівня), Кутце (Кутці), Перенювка (Перенівка), Подвінє (Підвиння), Подгродзє (Підгороддя), Поток (Потік), Путятиньце (Путятинці), Руда, Фірлєюв, Черче     | 13        |
| ліквідована                        | ліквідована                        | Слобода Букачівська (до 01.10.1931) | 1         |

* Виділено містечка, що були у складі сільських ґмін та не мали міських прав.

### Населення
Українці-греко-католики становили 71 % населення повіту (1907).
У 1939 році в повіті мешкало 138 720 осіб (101280 українців-греко-католиків — 73,01 %, 9240 українців-латинників — 6,66 %, 15025 поляків — 10,83 %, 3400 польських колоністів міжвоєнного періоду — 2,45 %, 9 685 євреїв — 6,98 % і 90 німців та інших національностей — 0,06 %).

## У складі СРСР
19 вересня 1939 року більшовицькі війська повністю зайняли територію повіту. 27 листопада 1939 року повіт включений до складу новоутвореної Станіславської області. Як адміністративна одиниця повіт скасований у січні 1940 року через поділ його території на 4 райони — кожен із кількох колишніх ґмін:
- Більшівцівський район — із ґмін Болшовце, Конкольнікі й Ліпіца Дольна,
- Бурштинський район — Бурштин і Конюшки,
- Букачівський район — Букачовце, Журув і Кнігиніче,
- Рогатинський район — Рогатин, Подкамєнь і Пукув.

## Третій Рейх
Під час німецької окупації у 1941—1944 роках Рогатинський повіт був відновлений як адміністративна одиниця Крайсгауптманшафту Бережани Дистрикту Галичина. Відновлений також був і поділ на гміни (волості). Після зайняття території повіту у липні 1944 року Червоною армією був відновлений поділ на райони.

## Сучасність
В даний час територія колишнього Рогатинського району внаслідок адміністративної реформи повністю увійшла до складу укрупненого Івано-Франківського району, Івано-Франківської області, а Рогатин став центром Рогатинської міської об'єднаної територіальної громади.